# Asbel Kiprop
Asbel Kiprop (Uasin Gishu; 30 de junio de 1989) es un atleta keniano especialista en pruebas de fondo y medio fondo. Participa con asiduidad en pruebas de campo a través y se desenvuelve bien en los 800 y 3000 metros lisos. Sin embargo, su principal especialidad son los 1500, donde ha sido campeón olímpico y tres veces campeón mundial.

## Trayectoria
A nivel internacional, Kiprop se dio a conocer en el Campeonato del Mundo de Cross Country de 2007, celebrado en Mombasa (Kenia); allí se adjudicó la medalla de oro en la carrera júnior, cubriendo los 8 kilómetros del recorrido en 24:07. Unos meses más tarde volvió a conquistar otra presea dorada, finalizando en primera posición (3:38.97) la final de 1500 m en los Juegos Panafricanos de Argel (Argelia).
Tras estas dos victorias, el keniano acudió a los Campeonatos del Mundo de Osaka 2007 con la aspiración de subirse al podio, pero concluyó 4º en la final de los 1.500 después de parar el crono en 3:35.24.
En 2008 fue tercero (1:46.02) en la prueba de 800 m de los Campeonatos de África, celebrados en la ciudad etíope de Addis Abeba. Además, obtuvo un primer y un segundo puesto en los 1500 de las reuniones de Roma y París de la Golden League, haciendo 3:31.64 y 3:32.78, respectivamente.
Tras estos resultados, Kiprop llegó a los Juegos Olímpicos de Pekín 2008 como serio candidato a lograr medalla en 1500 m. En efecto, tras ganar con comodidad su serie de clasificación y la primera de las semifinales, acabó colgándose el oro (con 3:33.11) tras la descalificación de Rashid Ramzi.
En 2009 repitió su cuarto puesto en los Campeonatos del Mundo; sin embargo, dos años después consiguió su primer título de campeón mundial, al vencer en la prueba de 1500 del Mundial de Daegu. Repitió ese éxito de forma consecutiva en las ediciones de Moscú 2013 y Pekín 2015.
En 2019 la IAAF le sancionó con cuatro años de suspensión por dopaje, tras dar positivo por EPO en un control dos años antes.

## Resultados más destacados
| Año  | Competición                                | Lugar       | Puesto       | Marca   |
| ---- | ------------------------------------------ | ----------- | ------------ | ------- |
| 2007 | Campeonato Mundial Junior de Cross Country | Mombasa     | 1º en 8 km   | 24:07   |
| 2007 | Juegos Panafricanos                        | Argel       | 1º en 1500 m | 3:38.97 |
| 2007 | Campeonatos del Mundo                      | Osaka       | 4º en 1500 m | 3:35.24 |
| 2008 | Campeonatos de África                      | Addis Abeba | 3º en 800 m  | 1:46.02 |
| 2008 | Juegos Olímpicos                           | Pekín       | 1º en 1500 m | 3:33.11 |
| 2009 | Campeonatos del Mundo                      | Berlín      | 4º en 1500 m | 3:36.47 |
| 2011 | Campeonatos del Mundo                      | Daegu       | 1º en 1500 m | 3:35.69 |
| 2015 | Campeonatos del Mundo                      | Pekín       | 1º en 1500 m | 3:34.40 |

## Mejores marcas personales
- 800 metros - 1:43.15 (Mónaco, 22/7/2011)
- 1.000 metros - 2:14.23 (Lausanne, 25/8/2016)
- 1.500 metros - 3:26.69 (Mónaco, 17/7/2015)
- 3.000 metros - 7:42.32 (Turín, 8/6/2007)